# محمد القعود
محمد القعود (ولد عام 1967 في تعز) شاعر وكاتب قصص قصيرة يمني. نشرت أعمال المؤلف في مجلة بانيبال. ألف ثلاثة عشر كتابا عن النثر والشعر والقصص القصيرة وهو حاليا المحرر الثقافي لصحيفة الثورة التي يوجد مقرها في العاصمة صنعاء.